# Elaeagnus luoxiangensis
Elaeagnus luoxiangensis — вид квіткових рослин з родини маслинкових (Elaeagnaceae). Поширення: Китай (Гуансі).

## Біоморфологічна характеристика
Це вічнозелений кущ, прямовисний або лежачий. Колючки відсутні; молоді гілки лускаті. Ніжка листка іржавого кольору, 7–9 мм; листова пластинка знизу коричневато-іржавого кольору, еліптична, широкоеліптична або овально-еліптична, 5–8 × 2.8–4 см, знизу густо дрібнолуската, бічних жилок 8–10 з кожного боку середньої жилки, підняті знизу, непомітні зверху, основа закруглена, край цільний, верхівка гостра. Квітки по 3–5 у пазухах, коричнево-іржавого кольору, зовні густо іржаво-лускаті. Квітконіжка 3–4 мм. Трубка чашечки трубчасто-дзвонова, 4–4.5 мм; частки трикутні або овально-трикутні, 3.5–4 мм, всередині густо-коричневі лускаті, верхівка гостра. Цвітіння: грудень — лютий.